# John Wain
John Barrington Wain (Stoke-on-Trent, Staffordshire, Inglaterra 14 de marzo de 1925-Oxfordshire, 24 de mayo de 1994, 69 años de edad.). Fue un novelista, dramaturgo, poeta y crítico inglés cuyas primeras obras hicieron que, por su tono radical, se hablara de él como uno de los integrantes del grupo "Jóvenes enojados", un grupo de dramaturgos y novelistas británicos, en su mayoría trabajadores y de clase media, que se hicieron prominentes en la década de 1950. 
Se educó en Saint John's College (Oxford), del que posteriormente se convirtió en miembro. Fue profesor de literatura inglesa en la Universidad de Reading de 1949 a 1955 y de 1973 a 1978, fue profesor de poesía en Oxford. Su poesía incluye Mixed Feelings (1951), A Word Carved on a Sill (1956), Weep Before God (1961), Wildtrack (1965), Letters to Five Artists (1969) y Feng  de 1975. Poemas (Poems) 1949-1979 se publicó en 1980. Su poesía, ingeniosa y quebradiza, ha sido criticada por su inteligencia ocasionalmente artificial.  Date Prisa (1953) fue la primera y, para algunos críticos, la mejor novela de Wain. (Otros contendientes probablemente serían Strike the Father Dead (1962) y A winter in the Hills (1970). Sigue las aventuras de un graduado universitario que intenta valientemente establecer algún tipo de identidad personal en la desconcertante y rápidamente cambiante sociedad de la posguerra. Las otras novelas de Wain incluyen Vivir en el presente (1955), Los Contendientes (1958). Wain en 1982 obtuvo el Premio Costa Book y en el año 1983 recibió la Orden del Imperio Británico. Fue uno de los escritores que integraron el movimiento Hombres jóvenes enojados en la década de 1950. John Barrington Wain, hijo de un dentista, después de ser declarado no apto para unirse a las fuerzas armadas, fue en 1943 a Saint John's College (Oxford). Allí, comenzó a publicar su primer verso y conoció a Kingsley Amis y a Philip Larkin, a quienes luego presentó a los oyentes de la BBC en una serie de programas de lectura de poesía. En 1947, Wain se convirtió en profesor de inglés en la Universidad de Reading, donde permaneció hasta 1955. En 1973, fue elegido profesor de poesía en Oxford y ocupó ese cargo hasta 1978. Mientras estuvo allí, advirtió que el inglés estaba "en peligro de convertirse en una lengua muerta". 
John Wain, poeta, novelista y crítico que fue uno de los "jóvenes enojados" antiheroicos (grupo literario de la posguerra) de Gran Bretaña en la década de 1950, que también incluía a John Osborne, Kingsley Amis y Philip Larkin. La primera novela de Wain, Hurry on Down (Date prisa hacia abajo) publicada en 1953, tenía una actitud irreverente que los críticos británicos colocaron más tarde en la misma categoría que la novela más exitosa de Amis, La suerte de Jim, que se publicó al año siguiente. El protagonista de "Hurry on Down", tras graduarse en la Saint John's College (Oxford) y rechazar su origen de clase media, se convierte en limpiacristales, conductor de automóviles de exportación, traficante de drogas, camillero de hospital, portero de discoteca y escritor de chistes para radio. La novela de John Wain representó el tono Iconoclasia de mucha ficción escrita en la década de 1950. Cuando se publicó Hurry on Down en los Estados Unidos en 1955, se le cambió el título a "Nacido en cautiverio". Las últimas novelas del autor incluyeron "The Contenders" (1958), "A Travelling Woman" (1959), "Srike the Father Dead" (1962), "The Young Visitants" (1965), "The Pardoner´s Tale" (1978) y "Hombres jóvenes" (1982), también fue autor de una biografía muy respetada "Samuel Johnson" (1974), y fue un prolífico periodista literario, locutor y autor de obras radiofónicas. 
Escribiendo en el The New York Times en 1959 sobre la primera ficción de Wain, el crítico Orville Prescott llamó al autor "uno de los escritores ingleses más exitosos y versátiles". Se casó en 1947 con Marianne Urmston; se divorsiaron en 1956. En 1960 se casó con Eirian James, quien murió en 1988, y en 1989 se casó con Patricia Dunn. Le sobreviven su esposa y tres hijos de su segundo matrimonio. John Wain murió en el Hospital John Radcliffe, Inglaterra el 24 de mayo de 1994. Tenía 69 años.